# Thailändische Badmintonmeisterschaft 2017
Die Thailändische Badmintonmeisterschaft 2017 fand vom 25. bis zum 30. Juli 2017 in Bangkok statt.

## Medaillengewinner
| Disziplin    | Gold                                           | Silber                                      | Bronze                                          |
| ------------ | ---------------------------------------------- | ------------------------------------------- | ----------------------------------------------- |
| Herreneinzel | Kantaphon Wangcharoen                          | Tanongsak Saensomboonsuk                    | Khosit Phetpradab                               |
| Herreneinzel | Kantaphon Wangcharoen                          | Tanongsak Saensomboonsuk                    | Suppanyu Avihingsanon                           |
| Dameneinzel  | Pornpawee Chochuwong                           | Busanan Ongbumrungpan                       | Nitchaon Jindapol                               |
| Dameneinzel  | Pornpawee Chochuwong                           | Busanan Ongbumrungpan                       | Thamolwan Poopradubsil                          |
| Herrendoppel | Nipitphon Puangpuapech Bodin Isara             | Kittisak Namdash Tinn Isriyanet             | Dechapol Puavaranukroh Kittinupong Kedren       |
| Herrendoppel | Nipitphon Puangpuapech Bodin Isara             | Kittisak Namdash Tinn Isriyanet             | Tanupat Viriyangkura Inkarat Apisuk             |
| Damendoppel  | Puttita Supajirakul Sapsiree Taerattanachai    | Jongkolphan Kititharakul Rawinda Prajongjai | Chayanit Chaladchalam Phataimas Muenwong        |
| Damendoppel  | Puttita Supajirakul Sapsiree Taerattanachai    | Jongkolphan Kititharakul Rawinda Prajongjai | Supanida Katethong Rawimon Iamratanamaetheekul  |
| Mixed        | Dechapol Puavaranukroh Sapsiree Taerattanachai | Bodin Isara Savitree Amitrapai              | Nipitphon Puangpuapech Jongkolphan Kititharakul |
| Mixed        | Dechapol Puavaranukroh Sapsiree Taerattanachai | Bodin Isara Savitree Amitrapai              | Tanupat Viriyangkura Rawinda Prajongjai         |